# 宇品体育館
宇品体育館（うじなたいいくかん）は、広島市南区にある体育館。

## 沿革
- 1983年5月8日 - 宇品体育館開業。

## 諸室詳細
- 保健室・会議室・更衣室・シャワー室・放送室・ミーティングルーム
- 1階
  - 体育室：17m × 16m
- 2階
  - 体育室：28.8m × 18m
  - 観覧席：504席（大体育室・収納式）、90席（プール）

## アクセス

### 鉄道
- 路面電車（広島電鉄）
  - 「広島駅」から宇品方面行きに乗車、「海岸通」下車 徒歩2分

### バス
- 広島バス
  - 「広島駅」から広島みなと新線「広島港方面行き」に乗車、「宇品海岸三丁目」下車 徒歩6分（500m）
  - 「広島駅」から21-2号宇品線（中区-南区）「広島港・グランドプリンスホテル方面行き」に乗車、「宇品西六丁目」下車 徒歩9分（800m）